# Поточ
Поточ (рум. Potoci) — село у повіті Нямц в Румунії. Адміністративно підпорядковане місту Біказ.
Село розташоване на відстані 283 км на північ від Бухареста, 20 км на захід від П'ятра-Нямца, 113 км на захід від Ясс.

## Населення
За даними перепису населення 2002 року у селі проживали 327 осіб, усі — румуни. Усі жителі села рідною мовою назвали румунську.